# Benthodytes spuma
Benthodytes spuma, nomen dubium, is mogelijk een zeekomkommer uit de familie Synallactidae. De status van deze naam is onduidelijk.
De wetenschappelijke naam van de soort werd in 1908 gepubliceerd door Clément Vaney.